# Leptura yakushimana
Leptura yakushimana là một loài bọ cánh cứng trong họ Cerambycidae.